# 伊尔卡尔
伊尔卡尔（Ilkal），是印度卡纳塔克邦Bagalkot县的一个城镇。总人口51956（2001年）。

## 人口
该地2001年总人口51956人，其中男性26324人，女性25632人；0—6岁人口7071人，其中男3666人，女3405人；识字率62.11%，其中男性为71.98%，女性为51.98%。